# Alma (serie de televisión)
Alma es una serie española original de Netflix creado por Sergio G. Sánchez. Está protagonizada por Mireia Oriol, Álex Villazán, Pol Monen, Claudia Roset, Javier Morgade, Nil Cardoner, María Caballero, Milena Smit y Elena Irureta, entre otros. Se estrenó el 19 de agosto de 2022.

## Sinopsis
Alma despierta en un hospital después de sobrevivir a un accidente de autobús en el que mueren la mayoría de sus compañeros, sin recordar nada del accidente, ni de su pasado. Su casa está llena de recuerdos que no son suyos y tanto la amnesia como el trauma hacen que experimente terroríficas pesadillas y sufra extrañas visiones. Con la ayuda de sus padres y amigos, desconocidos para ella, intentará descubrir el misterio que rodea al incidente a la vez que lucha por recuperar su vida.

## Reparto

### Principales
- Mireia Oriol como Alma / Lara
- Álex Villazán como Tomás «Tom» Asiego
- Pol Monen como Bruno
- Javier Morgade como Martín Monteagudo
- Nil Cardoner como Roque
- María Caballero[n. 1] como Diana Monteagudo
- Claudia Roset como Deva Vega
- Milena Smit como Nico
- Elena Irureta como Aurora
- Marta Belaustegui como Pilar
- Josean Bengoetxea como Román
- Kándido Uranga como Efrén
- Alejandro Serrano como Álex

### Secundarios
- Katia Borlado como Berta
- Ximena Vera como Lucía Vega
- Celia Sastre como Laura
- Laura Ubach como Thelma
- Mario Tardón como Carlos
- Susan Spano como Irene
- Javier Gallardo como Sito
- Raúl Tejón
- Isabel Marcos
- Sheyla  Deulofeu
- Magüi Mira como Enora

Notas
1. ↑  Caballero también interpretó a Bárbara  Monteagudo en un breve flashback del episodio 8

## Capítulos
| N.º | Título         | Dirigido por      | Escrito por                                     | Fecha de lanzamiento original |
| --- | -------------- | ----------------- | ----------------------------------------------- | ----------------------------- |
| 1   | «Niebla»       | Sergio G. Sánchez | Sergio G. Sánchez                               | 19 de agosto de 2022          |
| 2   | «Secretos»     | Sergio G. Sánchez | Sergio G. Sánchez y Paul Pen                    | 19 de agosto de 2022          |
| 3   | «Búsqueda»     | Kike Maíllo       | Sergio G. Sánchez y Teresa de Rosendo           | 19 de agosto de 2022          |
| 4   | «Sombras»      | Kike Maíllo       | Sergio G. Sánchez, Paul Pen y Teresa de Rosendo | 19 de agosto de 2022          |
| 5   | «Lara»         | Sergio G. Sánchez | Sergio G. Sánchez y Teresa de Rosendo           | 19 de agosto de 2022          |
| 6   | «Revelaciones» | Kike Maíllo       | Sergio G. Sánchez, Paul Pen y Teresa de Rosendo | 19 de agosto de 2022          |
| 7   | «Umbrales»     | Sergio G. Sánchez | Sergio G. Sánchez y Teresa de Rosendo           | 19 de agosto de 2022          |
| 8   | «Deva»         | Kike Maíllo       | Sergio G. Sánchez                               | 19 de agosto de 2022          |
| 9   | «Regreso»      | Kike Maíllo       | Sergio G. Sánchez                               | 19 de agosto de 2022          |